# Roccavione
Roccavione ist eine Gemeinde in der italienischen Provinz Cuneo (CN), Region Piemont.

## Lage und Einwohner
Roccavione liegt 10 km südwestlich vom Stadtzentrum der Provinzhauptstadt Cuneo entfernt, in einer flachen Gegend am Zusammenfluss der Täler Gesso und Vermenagna. Das Gemeindegebiet umfasst eine Fläche von 19,15 km² und hat 2597 Einwohner (Stand 31. Dezember 2023). Zur Gemeinde zählen  die Ortsteile Brignola, Tetto Parachetto, Tetto Piano, Tetto nuovo, Tetto Cherro, Tetto Sales, Tetto Ghigo, Tetto Giordana, Tetto Massa Soprano, Tetto Battista Massa und Tetto Tonietto. 
Die Nachbargemeinden sind Borgo San Dalmazzo, Boves, Roaschia, Robilante und Valdieri.

## Geschichte

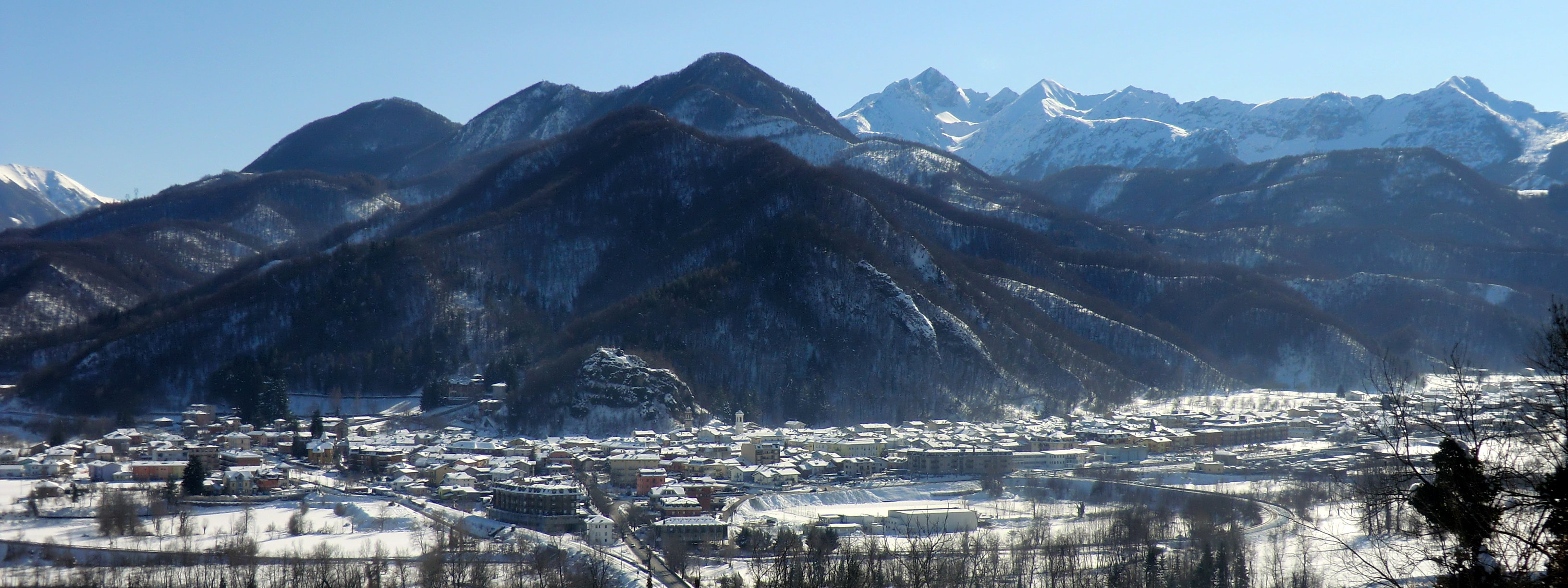
Panorama

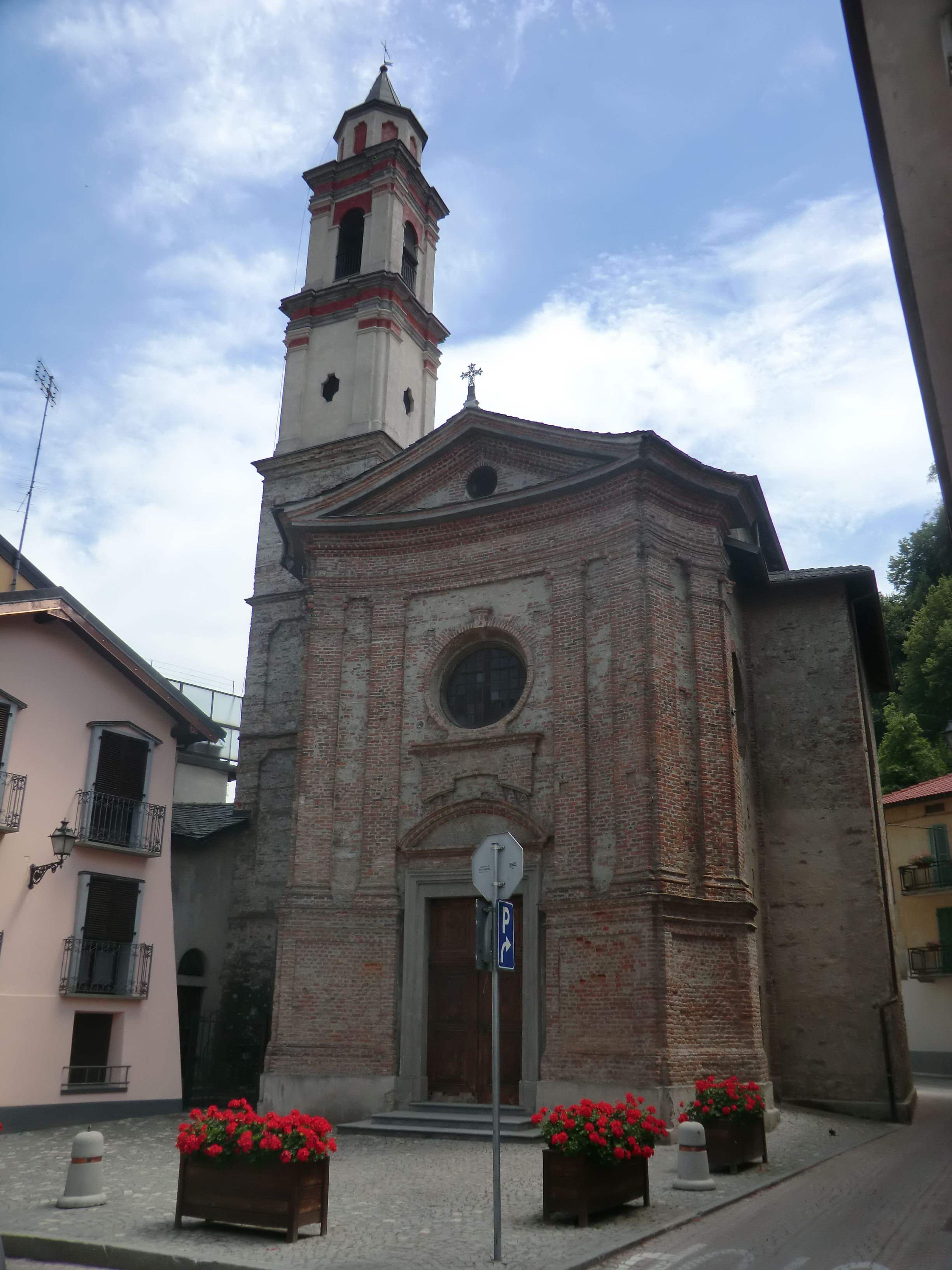
Kirche Santa Croce

Der Ortsname wird in antiken Dokumenten als „Rocha Corvaria“ angegeben, was auf einen Vogel (CORVUS) anspielt. Die älteste urkundliche Erwähnung stammt jedoch aus dem Jahr 1163 und bezieht sich auf Rochavione. 1230 mit „Rupe Vidonis“, zusammengesetzt aus RUPES, also „Fels“, mit Anspielung auf den Sporn, auf dem die Burg errichtet wurde, und dem germanischen Stab „Widone“. Die ersten sicheren Nachrichten über die ersten historischen Ereignisse des Dorfes stammen aus dem Diplom von Kaiser Heinrich III. (26. Januar 1041), in dem „Rocha Corvaria“ unter den Besitztümern des Klosters Pedona erwähnt wird, das in der Herrschaft des Klosters Pedona bestätigt wurde Bischof von Asti. Im Jahr 1163 erscheint es wieder, regiert von seinen eigenen Herren, die dem Marquis von Saluzzo unterstehen. 
Im Jahr 1197 gehörte es dem Markgrafen von Monferrato, der es Bonifacio, dem Sohn von Manfredo di Saluzzo, als Lehen übertrug. Es war Schauplatz von Schlachten in den Jahren 1231 und 1275. Im Jahr 1309 wurde es Teil des Bezirks Cuneo, bis es nach dem Besitz der Savoyer im Jahr 1373 an die Markgrafen von Ceva belehnt wurde. Zu Beginn des fünfzehnten Jahrhunderts beherbergte es zahlreiche Belagerungen, bis die Festung 1581 von der Gemeinde Cuneo dem Erdboden gleichgemacht wurde. 
Roccavione hat seit 1887 einen Bahnhof an der Bahnstrecke Cuneo-Limone-Ventimiglia, der seit 1979 unbedient ist. 
Zu den historisch-architektonischen Zeugnissen zählen die Kirche Santa Croce im Barockstil mit griechischem Kreuzgrundriss, die im großen Chor wertvolle Fresken beherbergt und die Pfarrkirche Mariä Heimsuchung mit drei Schiffen, von denen das mittlere den Chor beherbergt. Schließlich die wenigen Ruinen der alten Burg aus dem 11. Jahrhundert und die Kapelle des Heiligen Grabtuchs aus dem Jahr 651.